# Loreto (Misiones)
Loreto is een plaats in het Argentijnse bestuurlijke gebied Candelaria in de provincie Misiones. De plaats telt 1.201 inwoners.